# 트리니티 칼리지 (더블린)
트리니티 칼리지(영어: Trinity College)는 아일랜드 더블린에 있는 아일랜드에서 가장 오래된 공립 대학이다. 더블린 대학교 트리니티 칼리지라고도 불린다. 설립은 1592년, 창시자는 영국 여왕 엘리자베스 1세이다. 더블린 대학교의 유일한 칼리지로 아일랜드 국내에서 1위, 유럽에서 TOP10에 랭크되는 유럽을 대표하는 명문대학 중 하나이며, 2009년 The Times Higher Education Supplement의 세계 대학 순위에서 세계 랭킹 43위. 2011년 QS 세계 대학 순위 분야별 수학 부문에서 세계 랭킹 15위, 영어 & 문학 부문에서 2011년 세계 32위, 2012년에는 세계 랭킹 14위를 기록했다.

## 역사
트리니티 칼리지(Trinity College)는 1592년 엘리자베스 1세의 칙령에 의해 식민지, 관료, 성공회 자녀의 고등 교육을 위해 설립되었다. 옥스포드나 캠브리지와 더불어 영어권에서 가장 오래된 7개 대학 중 하나이다. 더블린시의 방침에 따라 시의 성벽 밖에 있던 올 호로우즈 수도원 부지를 제공했다. 당시는 더블린 성에서 약간 떨어진 마을의 동쪽 변두리였지만 현재는 더블린이 크게 확대되었고, 도시의 중심도 약간 동쪽으로 이동했기 때문에, 대학 정문 앞 히로코인 대학 그린 더블린 교통의 중심에 위치하고 있다. 설립 초기에는 더블린에 사는 개신교(성공회)만 입학이 허용되었다. 18세기 아일랜드의 로마 가톨릭 차별 철폐가 진행되면 1793년에 가톨릭교도의 입학도 허용되게 되었다. 이는 영국 본토의 캠브리지 대학과 옥스퍼드 대학보다 빠른 것으로 종교적 차별을 철폐한 모든 대학의 모델이 되었다. 1873년에는 입학시 종교를 구분하는 것은 없어졌지만, 적어도 1980년대까지는 교구 성직자 허가 신청서 제출을 요구하는 경우도 있었다. 이처럼 대학의 설립에 깊이 관여하고 있었기 때문에, 더블린의 로마 가톨릭교회는 1970년까지 대학에 관련된 가톨릭교도를 파문하고 있었다. (동시에 특사가 주어졌다.). 1904년에는 여성의 입학을 인정했지만, 이는 아일랜드에서 처음있는 일이었다. 최초의 여성 교수는 1934년에 임명되어있다.

## 캠퍼스

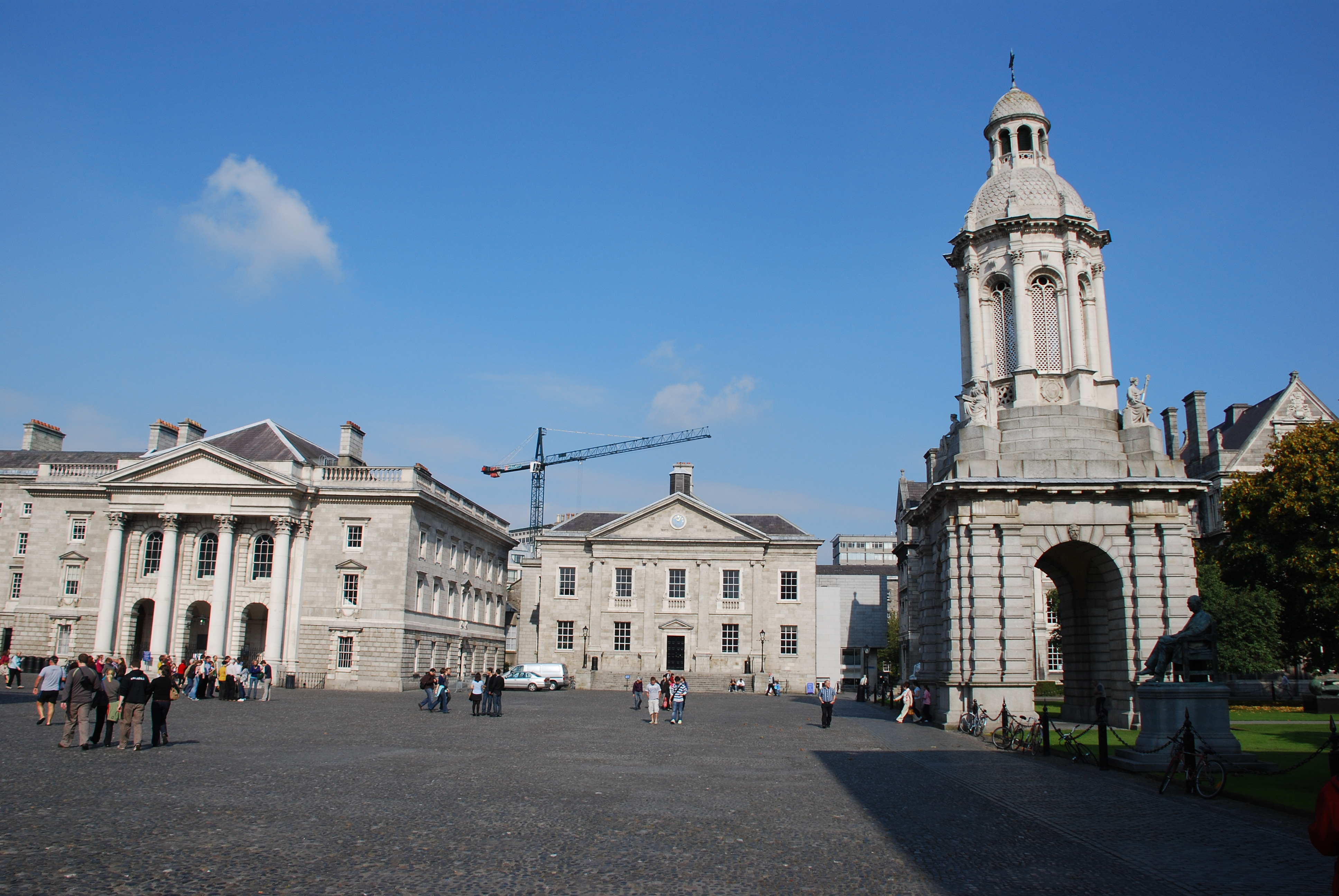
트리니티 칼리지 정원

정식 명칭은 더블린에서 엘리자베스 여왕의 성스러운, 나뉘지 않은 삼위 일체 대학(The College of the Holy and Undivided Trinity of Queen Elizabeth near Dublin)이다. 400년 이상의 역사와 전통을 자랑하며, 이름에서 알 수 있듯 창립은 1592년 잉글랜드의 엘리자베스 1세에 의해 설립된 더블린 대학(University of Dublin) 소속 유일한 대학이다.
대학은 더블린 시내의 중심부에 설치되어 있어, 더블린의 관광 명소 중 하나가 되었다. 캠퍼스의 넓이는 19만 m² 정도이다.

## 학술 분야
크게 나누면 트리니티 칼리지에 있는 학문의 섹션은 다음 세 가지이며, 전공은 24 전공이다.
- 예술, 인문, 사회 과학, 인간 과학
- 공학 시스템 과학, 자연 과학
- 건강 과학 의사, 치과, 약학

## 유학생
유학생의 입학 조건은 어떤 학부에서도 최소 TOEFL IBT 90 점, IELTS에서 6.5 이상의 영어 실력이 필요로 한다.

## 도서관

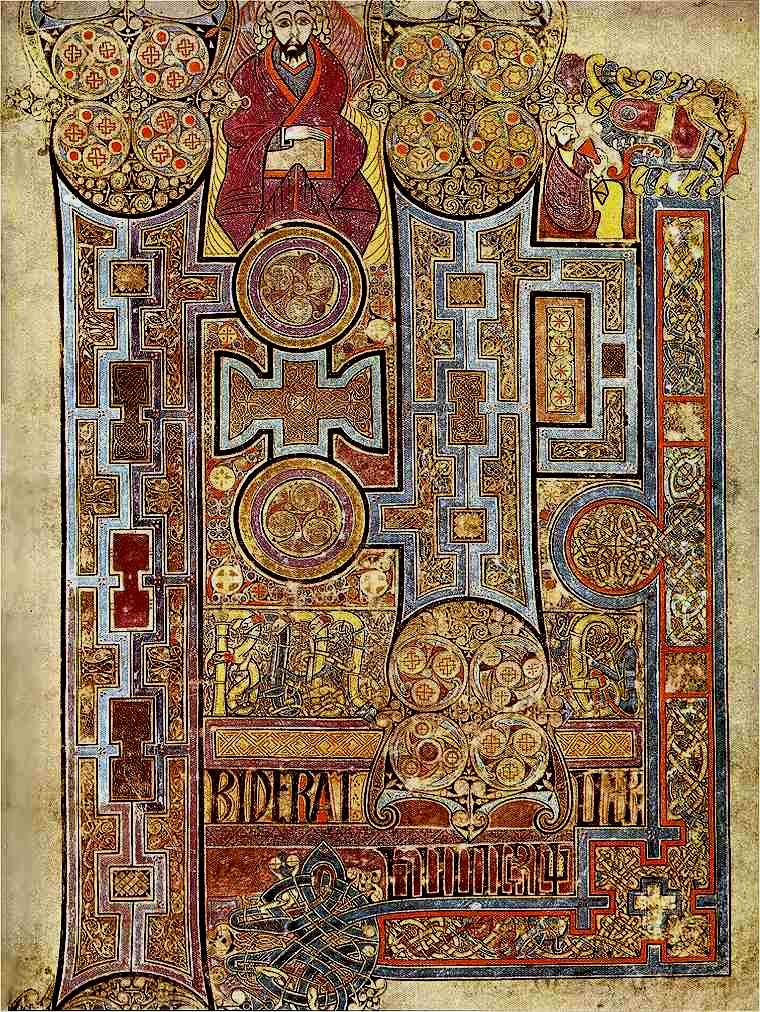
켈스의 책
요한복음

트리니티 칼리지 도서관은 아일랜드에서 가장 큰 도서관이다. 이집트 시대의 파피루스를 비롯해 총 500만 책을 소장. 영국, 아일랜드 양국에서 발행된 도서 모두를 무료로 청구할 수 있는 권리와 함께 자유롭게 복사할 수 있는 특별한 권리를 가진다. 1200년 전에 만들어진 켈스의 책은 그 중에서도 가장 유명한 책이고, 세계에서 가장 아름다운 책이라고 평가되고 있는 기독교계의 보물이다. 영화 《스타워즈》 에피소드2, 클론의 공격에서 등장하는 제다이 어카이브는 이 도서관을 바탕으로 이미지되었다고 생각되고 있다. 도서관의 살롱과 비슷한 장면이 영화에 등장하고 있다.

## 같이 보기
- 아일랜드 왕립 대학교